# Horní Němčice (Strážov)
Horní Němčice (německy Nemtschitz) jsou malá vesnice, částí města Strážov v okrese Klatovy v Plzeňském kraji na Šumavě. Leží nadmořské výšce 595 metrů.

## Historie
První písemná zmínka o vesnici pochází z roku 1465. Němčice byly pravděpodobně založeny bavorskými kolonisty. Ves se dlouho jmenovala jen Němčice, od roku 1950 se jmenuje Horní Němčice.

## Současnost
Je zde činný sbor dobrovolných hasičů.

## Obyvatelstvo
| Rok            | 1869 | 1880 | 1890 | 1900 | 1910 | 1921 | 1930 | 1950 | 1961 | 1970 | 1980 | 1991 | 2001 | 2011 | 2021 |
| -------------- | ---- | ---- | ---- | ---- | ---- | ---- | ---- | ---- | ---- | ---- | ---- | ---- | ---- | ---- | ---- |
| Počet obyvatel | 91   | 91   | 78   | 93   | 78   | 83   | 67   | 35   | 21   | 18   | 20   | 17   | 19   | 18   | 22   |
| Počet domů     | 10   | 11   | 12   | 11   | 11   | 11   | 10   | 10   | 9    | 6    | 6    | 8    | 8    | 9    | 9    |

## Obecní správa
Při sčítání lidu v letech 1850–1929 Horní Němčice byly osadou obce Březí v okrese Klatovy. V letech 1930–1975 byly samostatnou obcí v okrese Klatovy. Od 1. července 1975 do 31. prosince 1975 byly částí obce Viteň v okrese Klatovy. Od 1. ledna 1976 jsou částí města Strážov v okrese Klatovy. V letech 1930–1975 k obci patřily Mladotice.

## Galerie

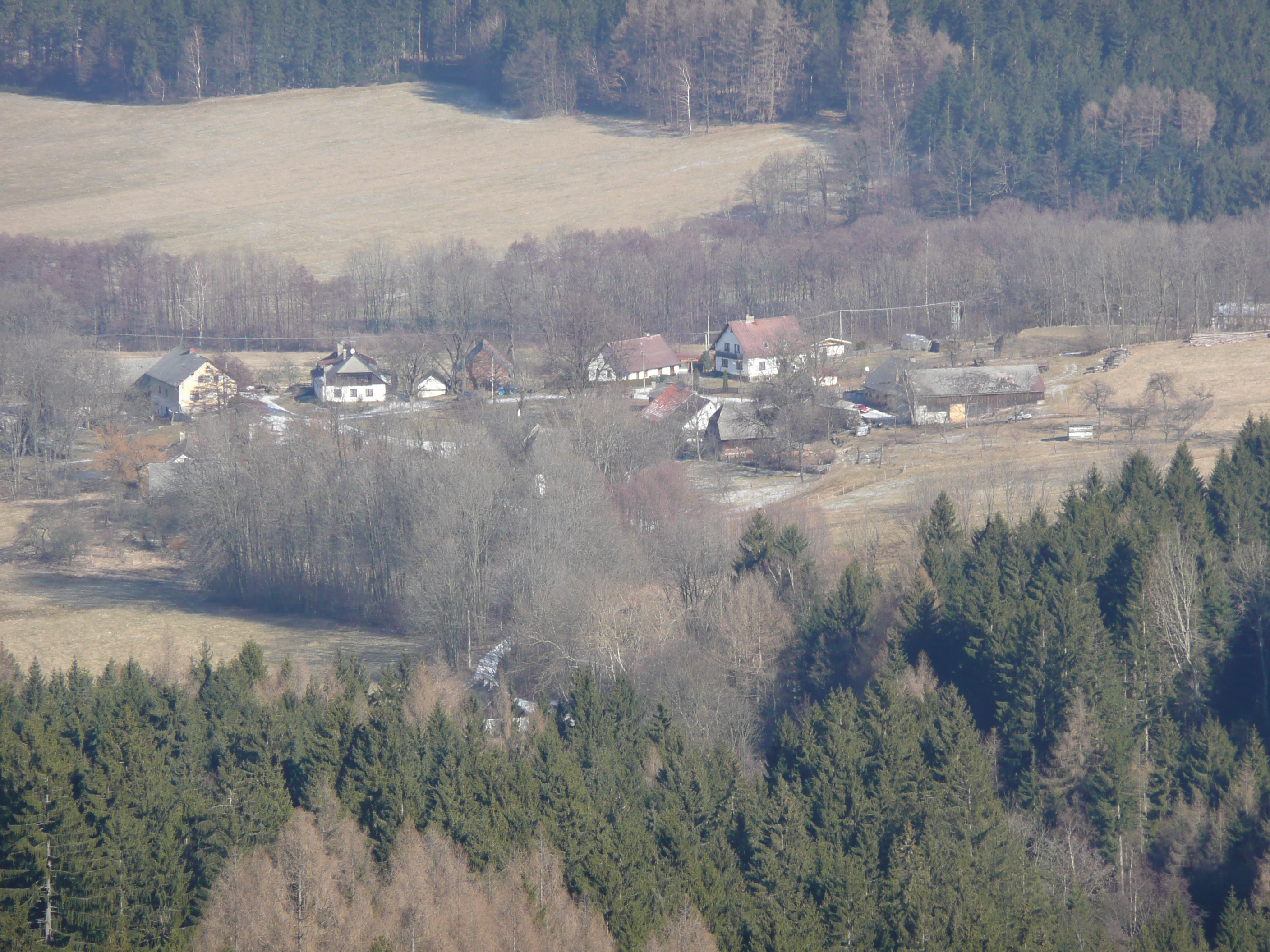
Pohled na ves od jihu v únoru 2008
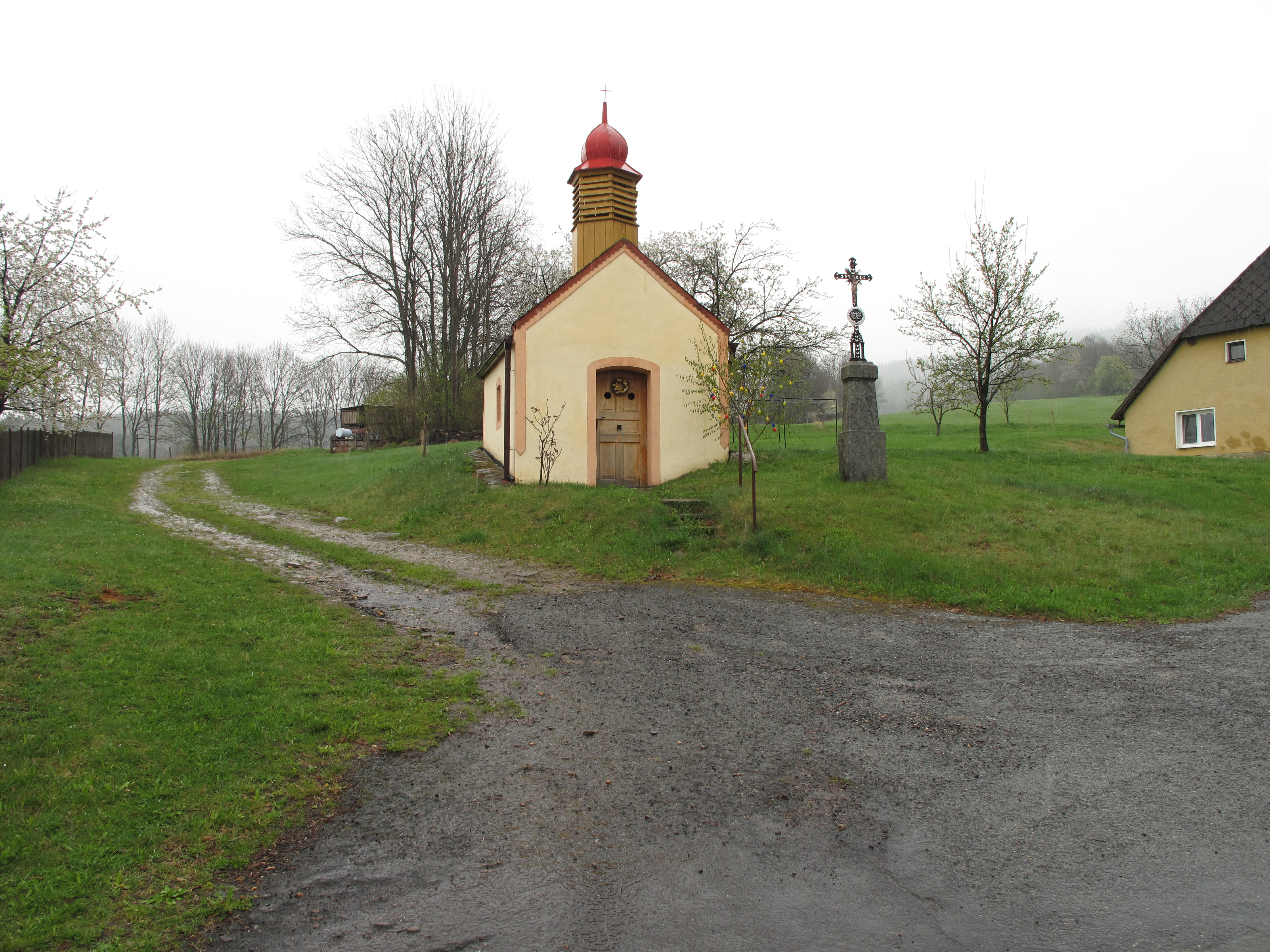
Kaplička
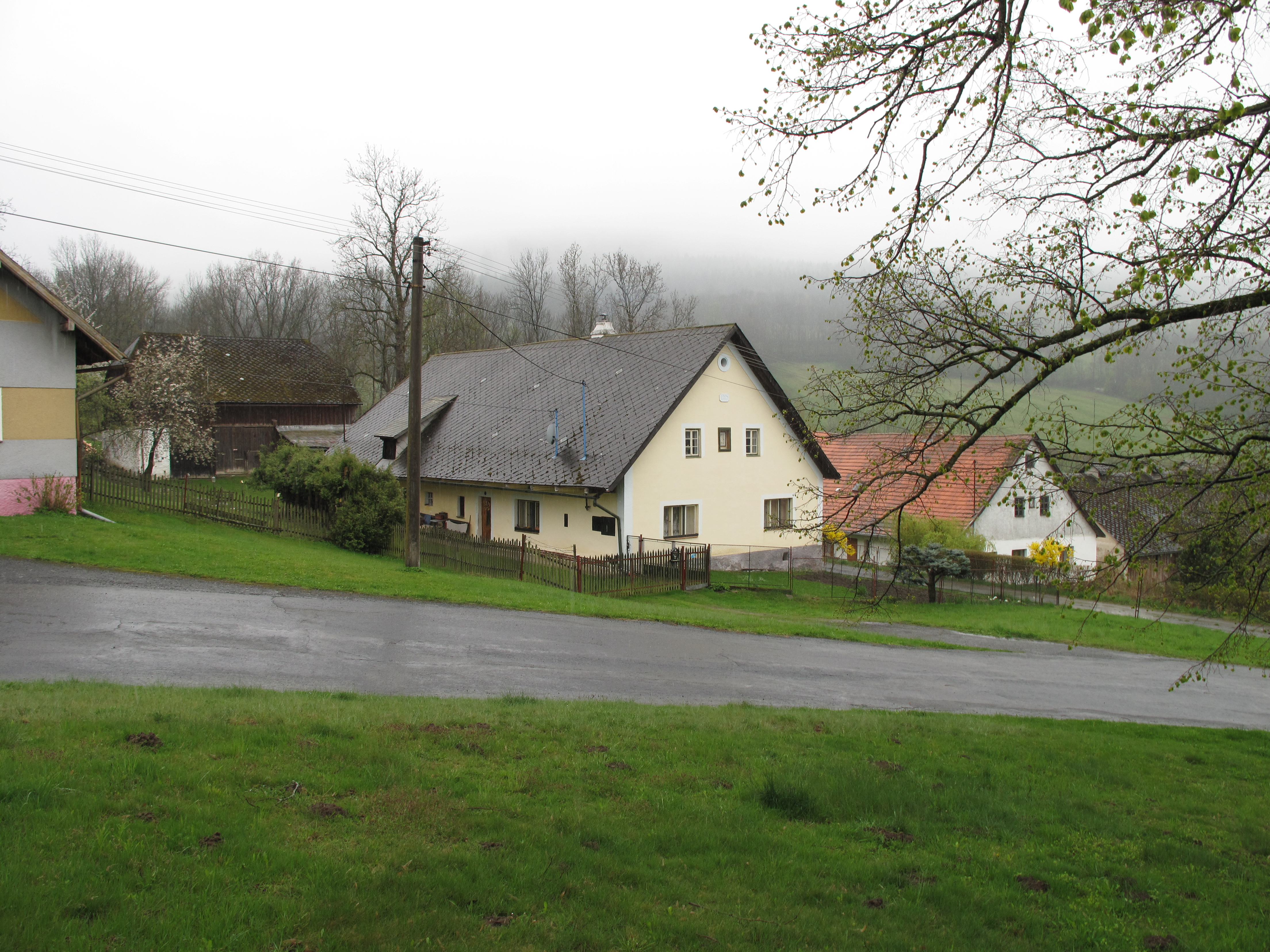
Domy v obci